# بقية (كيمياء)

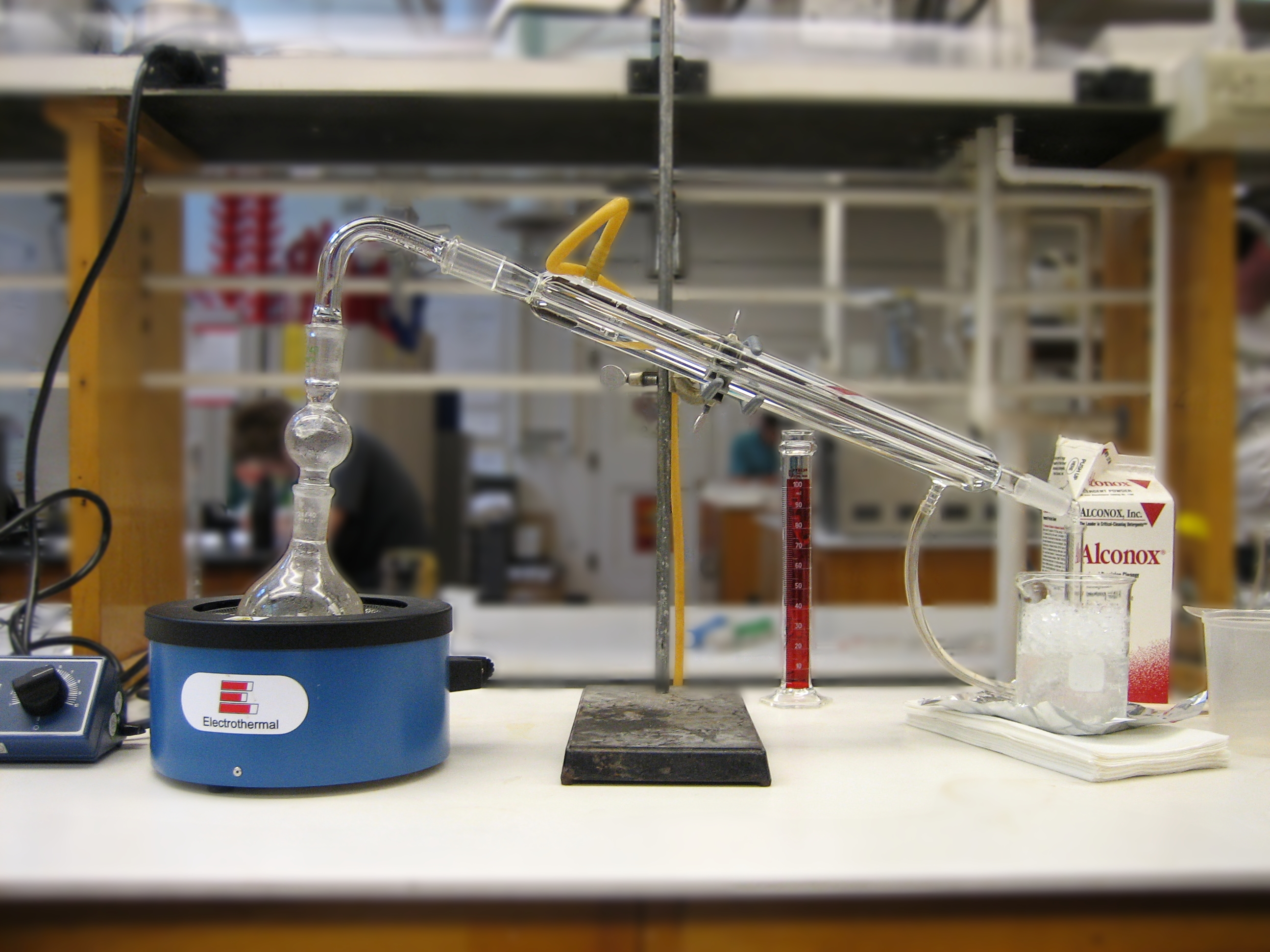
جهاز تقطير. البقايا تبقى كمسحوق جاف أو سائل مركز في القارورة فوق السخان (يسار).

في الكيمياء البقية هي المادة المتخلفة عن عملية تبخير أو ترشيح أو تقطير.
- كما يستخدم تعبير «بقية» للتعبير عن جزيء كيميائي أو ذرة أو مجموعة ذرات تربط بين مكونات جزيء كبير. من تلك الجزيئات أو المجموعات مجموعة ميثيل. يلعب جزيء بقية دورا هاما في تركيب البروتينات المختلفة، حيث تتكون من متسلسلات طويلة مرتبطة ببعضها البعض، وتربط بينها بقايا. البقايا تربط الجزيئات ببعضها البعض وتكوّن منها مبلمرات. تشترك مونومرات وترتبط ببعضها البعض وتشكل بوليمر.
- كما يستخدم تعبير «بقية» في الكيمياء للتعبير عن «ناتج ثانوي» من تفاعل كيميائي.

يمكن التعرف على «نوع» البقية المعنية من سياق الموضوع الخاص بعلم الكيمياء.

## سلامة الطعام

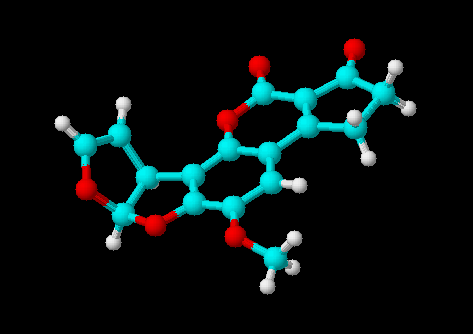
صورة ثلاثية الأبعاد للأفلاتوكسين

تهتم وزارات الصحة في بلاد مختلفة من العالم بسلامة الغذاء الذي يتعاطاه الإنسان والحيوان وبخلوه وخلو ماء الشرب أيضا من بقايا ورواسب من الممكن أن تكون ضارة لصحة الإنسان والحيوان. فمثلا مادة الدي دي تي التي شاع استخهدامها في الماضي وكانت تستخهدم لقتل الحشرات الضارة للمحاصيل الزراعية وقتل الذباب أصبحت ممنوعة الاستخدام في معظم بلاد العالم لأنها سموم ضارة وتعد من البقايا الضارة في الغذاء.
ة قد وضعت الإدارة الأمريكية للغذاء والعقارات FDA وكذلك المفوضية الكندية لمراقبة الغذاء CFIA ومثلهما في البلاد الأوروبية معايير لاكتشاف البقايا الكيميائية التي قد تكون في أنواع الغذاء المختلفة وتكون خطرة على الصحة.

## الكيمياء الحيوية
تستخدم الكيمياء الحيوية والبيولوجيا الجزيئية تعريفا للبقية  بأنها مونمر معين داخل في تكوين سلسلة مبلمرة (بوليمر)، ومن ضمن تلك المتسلسلات البروتين والبوليسكاريد أو حمض نووي، وقد يصف المرء أحد البروتينات ويقول: هذا البروتين يتكون من 118 بقية حمض أميني Amino acid residue.
خلال عملية تكوين جزيئات كبيرة من عدة مونومرات مثل أحماض أمينية فهي ترتبط ببعضها البعض مشكلة سلسلة بوليمرية أي بروتين، حيث تنفصل عدة ذرات (أو عادة ما تكون جزيئات ماء هي التي تنعزل) من الجزيئات الكبيرة المكونة للسلسلة. وتنتهي بنية السلسلة بجزيء بقية  ويكتمل تركيب البوليمر. وقد تكون البقية residue جزيء واحد من حمض أميني في بوليببتيد طويل.